# 严修旧居
严修旧居为中国著名教育家，近代天津四大书法家，南开系列学校的创始人之一，清末巨商严信厚堂侄严修在天津的故居，位于当时的天津英租界的剑桥道（Cambridge Road）（今天津市和平区重庆道144-146号）。目前是天津市和平区文物保护单位和重点保护等级历史风貌建筑。现为办公用房。

## 建筑
严修故居为二层砖混结构欧式建筑，建筑面积为670平方米，自成院落。